# アトランティック (雑誌)

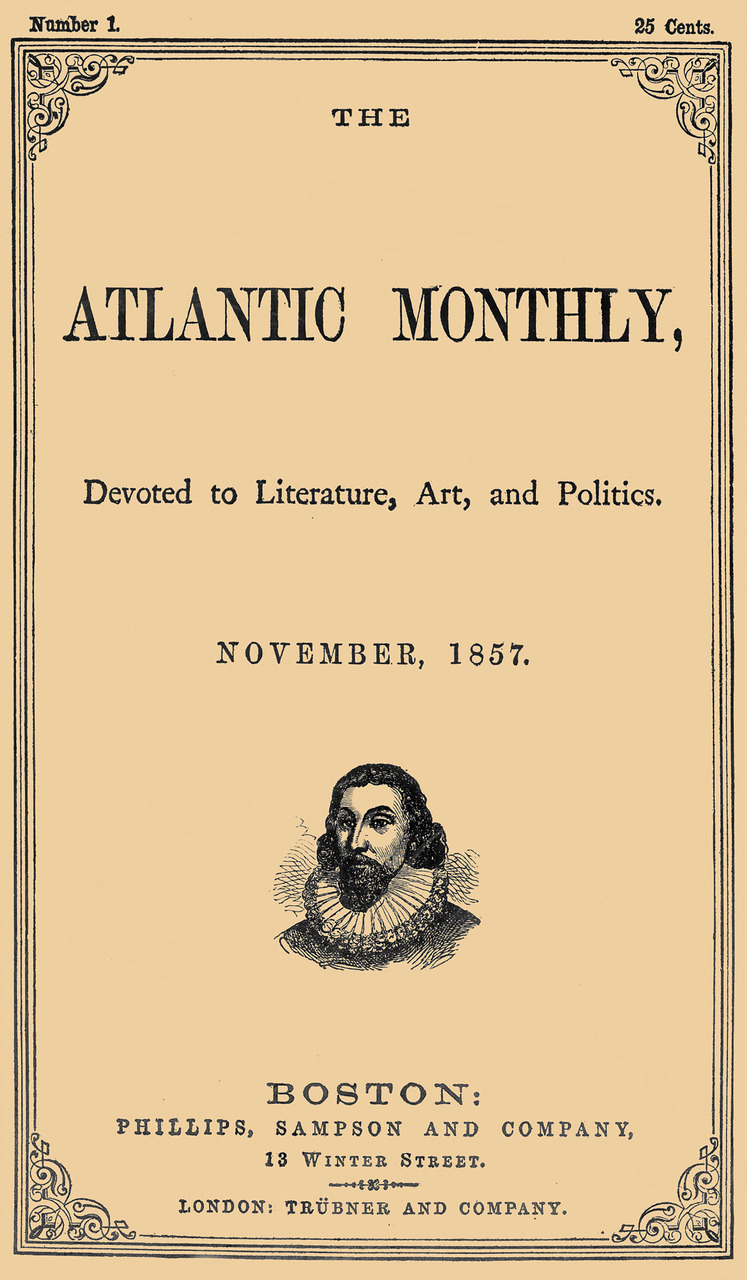
アトランティック・マンスリー誌創刊号の表紙（1857年11月号）

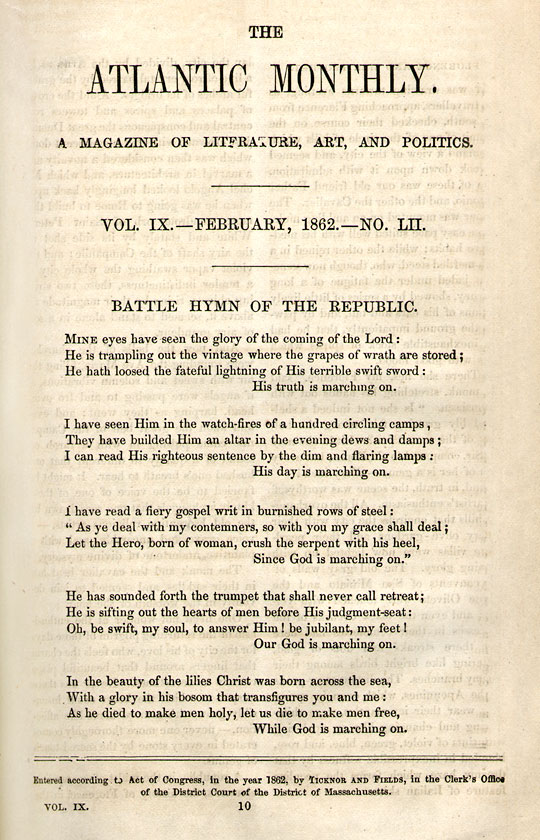
「リパブリック讃歌」の歌詞は元々アトランティック・マンスリー誌（1862年2月号）で発表された。

アトランティック（英語: The Atlantic）は、アメリカ合衆国マサチューセッツ州ボストンで発行されている伝統ある月刊雑誌で、創刊は1857年。

## 概要
『アトランティック』誌は 1857年にアメリカ合衆国マサチューセッツ州ボストンで創刊され、奴隷制廃止、教育、その他の当時の主要な政治問題に関する主要な作家の解説を掲載した文学および文化の解説雑誌で、2004年1/2月合併号以前は『アトランティック・マンスリー（The Atlantic Monthly）』と呼ばれていた。フランシス・H・アンダーウッドらによって創設され、ジェイムズ・ラッセル・ローウェルが最初の編集者を務めた同誌には、その初期からラルフ・ワルド・エマーソン、オリバー・ウェンデル・ホームズ・シニア、ヘンリー・ワズワース・ロングフェロー、ハリエット・ビーチャー・ストウ、ジョン・グリーンリーフ・ホイッティアーといった著名な作家らが寄稿したように、一流の作家による文学作品の出版で知られている。
寄稿者は創刊当時こそこうしたニュー・イングランド出身のよく知られた文筆家が中心であったが、その後はマーク・トゥエインなど全米へ広がった。1920年代にはアーネスト・ヘミングウェイなど当時若手の作家を加え、また20世紀後半には公民権運動を反映してマーティン・ルーサー・キングの「バーミングハム刑務所からの手紙（Letter from Birmingham Jail）」も載せている。
20世紀後半には財政難を経て、所有者の変更を何度か経た後、ビジネスマンのデイビッド・Ｇ・ブラッドレイによって買収された。彼は主に真面目な国民の読者と「思想的指導者」を対象とした一般的な編集雑誌として作り直し、2010年には10年ぶりの利益を出した。2016年には、この定期刊行物はアメリカ雑誌編集者協会によって年間最優秀雑誌に選ばれている。2017年7月、ブラッドリーは出版物の過半数の持分をローレン・パウエル・ジョブズのエマーソン・コレクティブ社に売却した。
『アトランティック』のウェブサイト「TheAtlantic.com」は、最新ニュース、政治、国際関係、教育、技術、健康、科学、文化の毎日の報道と分析を提供している。ウェブサイトの編集責任者はエイドリアン・ラフランスで、編集長はジェフリー・ゴールドバーグである。